# Cổng Matthias

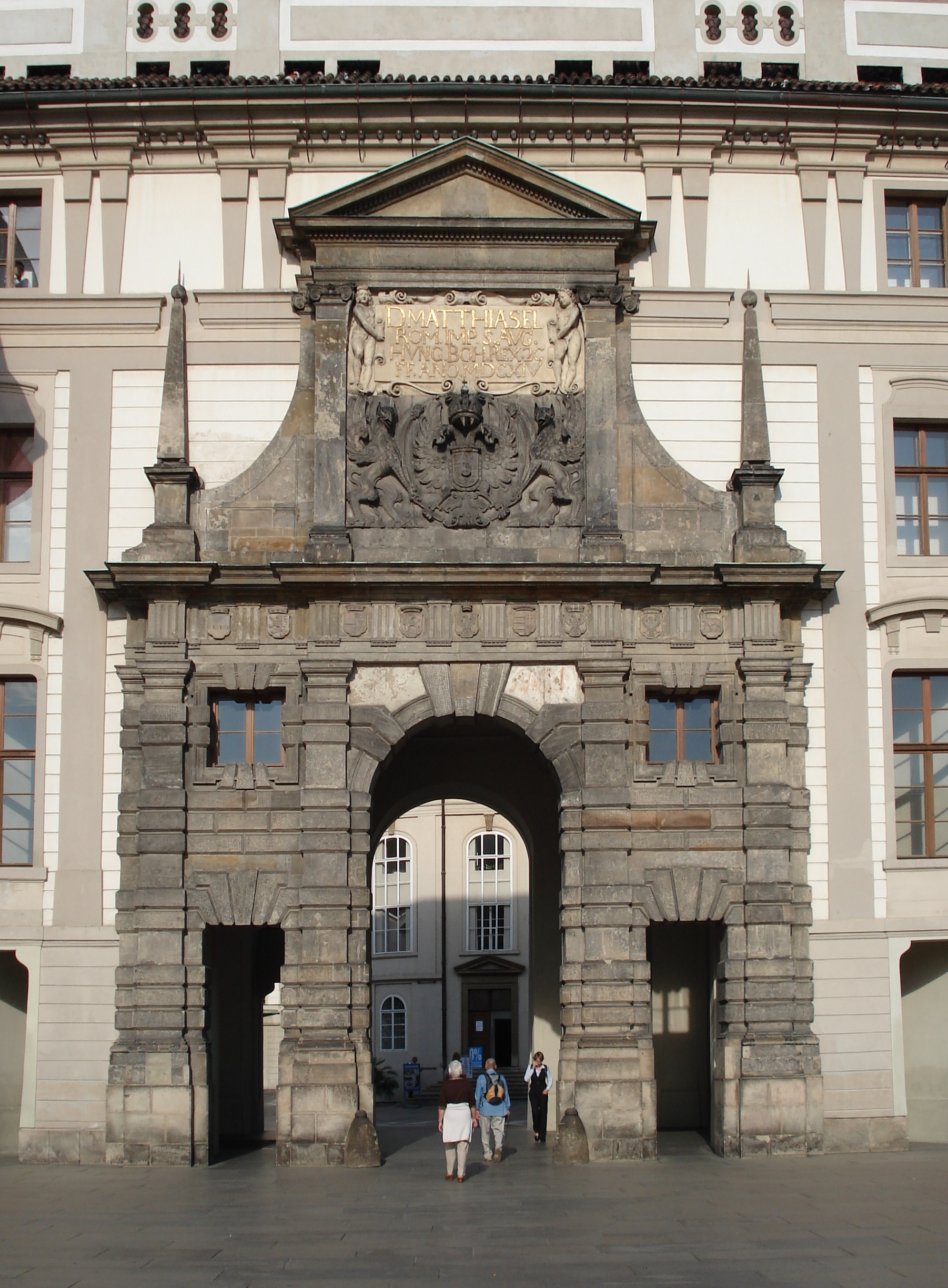
Cổng Matthias (2006)

Cổng Matthias (tiếng Séc: Matyášova brána) là cổng vào nghi lễ nằm ở phía Tây của lâu đài Praha, nối liền giữa Sân đầu tiên và Sân thứ hai của Lâu đài. Dựa theo tên gọi, cổng này được hoàn thành dưới thời trị vì của Hoàng đế Matthias I vào năm 1614. Cánh cổng mang phong cách Baroque với những nét thiết kế độc đáo, được đoán là do kiến trúc sư người Ý - Giovanni Maria Filippi đảm nhiệm.

## Lịch sử
Cổng Matthias bắt đầu được xây dựng theo lệnh của Hoàng đế Rudolf II và được Hoàng đế Matthias I hoàn thành vào năm 1614. Giovanni Maria Filippi được cho là kiến trúc sư đầu tiên phụ trách cánh cổng. Lúc bấy giờ, phía đối diện cổng là một hào nước ngăn cách giữa lâu đài Praha và quảng trường Hradčany ngày nay. Sau này, con hào đã bị san lấp trong quá trình tái thiết dựa theo thiết kế của kiến trúc sư người Đức, Nicolaus Pacassi.

## Nét độc đáo
Vẻ ngoài của cổng Matthias giống như khải hoàn môn (có hai lối vào nhỏ hơn ở hai bên). Phía trên hai lối đi nhỏ là các cửa sổ hình vuông cùng hai đỉnh tháp đầy tráng lệ. Tông màu tổng thể và tính chất hoành tráng của mặt tiền cổng Matthias được đánh giá là mang phong cách thời kỳ Baroque. Do đó, đây là một trong những công trình kiến trúc Baroque đầu tiên ở Bohemia.